# Oostenrijk op de Olympische Zomerspelen 1988
Oostenrijk nam deel aan de Olympische Zomerspelen 1988 in Seoul, Zuid-Korea. 

## Medailleoverzicht
| Sport | Olympiër           | Discipline | Medaille |
| ----- | ------------------ | ---------- | -------- |
| Judo  | Peter Seisenbacher | -86kg (m)  | Goud     |

## Deelnemers en resultaten per onderdeel

### Atletiek
| Olympiër          | Discipline               | Resultaat | Prestatie |
| ----------------- | ------------------------ | --------- | --- |
| Andreas Berger    | 100m (m)                 | 18e       | serie 12: 2de in 10,40 kwartfinale 4: 3de in 10,34 |
| Andreas Berger    | 200m (m)                 | 36e       | serie 5: 4de in 21,29 kwartfinale 3: 7de in 21,40 |
| Dietmar Millonig  | 5000m (m)                | 31e       | serie 1: 10de in 14.01,92 |
| Klaus Ehrle       | 400m horden (m)          | 14e       | serie 1: 2de in 50,10 halve finale 1: 7de in 51,04 |
| Andreas Steiner   | verspringen (m)          | 21e       | kwalificatie groep A: 10de met 7,61m |
| Teddy Steinmayr   | verspringen (m)          | 28e       | kwalificatie groep B: 14de met 7,36m |
| Hermann Fehringer | polsstokhoogspringen (m) | 13e       | kwalificatie groep A: 9de met 5,40m finale: 13de met 5,40m |
| Klaus Bodenmüller | kogelstoten (m)          | 16e       | kwalificatie groep A: 7de met 18,89m |
| Hans Lindner      | kogelslingeren (m)       | 10e       | kwalificatie groep B: 4de met 76,60m finale: 10de met 75,36m |
| Georg Werthner    | tienkamp (m)             | 21e       | 100m: 34ste in 11,52 verspringen: 10de met 7,36m kogelstoten: 21ste met 13,93m hoogspringen: 24ste met 1,94m 400m: 26ste in 49,99 110m horden: 30ste in 15,64 discuswerpen: 26ste met 38,82m polsstokhoogspringen: 22ste met 4,60m speerwerpen: 2de met 67,04m 1500m: 9de in 4.26,42 totaal: 7753 punten |
|                   |                          |           | |
| Andreas Berger    | 400m (v)                 | DNS       | serie 3: niet gestart |
| Ulrike Kleindl    | verspringen (v)          | 22e       | kwalificatie groep B: 10de met 6,13m |

### Boksen
| Olympiër         | Discipline | Resultaat | Prestatie                                             |
| ---------------- | ---------- | --------- | ----------------------------------------------------- |
| Biko Botowamungu | +91kg (m)  | 9e        | 1ste ronde: vrij 2de ronde: V van USA Bowe: knock-out |

### Gewichtheffen
| Olympiër         | Discipline | Resultaat | Prestatie                                                      |
| ---------------- | ---------- | --------- | -------------------------------------------------------------- |
| Franz Langthaler | -100kg (m) | 8e        | trekken: 6de met 172,5kg stoten: 9de met 205kg totaal: 377,5kg |

### Gymnastiek
| Olympiër           | Discipline      | Resultaat | Prestatie |
| Ritmisch           | Ritmisch        | Ritmisch  | Ritmisch |
| ------------------ | --------------- | --------- | --- |
| Elisabeth Bergmann | individueel (v) | 36e       | kwalificatie: 25ste hoepel: 25ste met 9,40 punten touw: 26ste met 9,40 punten knotsen: 20ste met 9,60 punten linten: 24ste met 9,50 punten totaal: 37,90 punten |

### Judo
| Olympiër           | Discipline | Resultaat | Prestatie |
| ------------------ | ---------- | --------- | --- |
| Pepi Reiter        | -65kg (m)  | 12e       | 1ste ronde: vrij 2de ronde: W van MLT Farrugia: ippon 3de ronde: W van PAR Céspedes: ippon kwartfinale: V van JPN Yamamoto: waza-ari                                                               |
| Peter Reiter       | -78kg (m)  | 11e       | 1ste ronde: V van FRG Wieneke: ippon herkansingen: V van SWE Adolfsson: waza-ari |
| Peter Seisenbacher | -86kg (m)  | Goud      | 1ste ronde: vrij 2de ronde: W van PUR Bonnet: ippon 3de ronde: W van KOR Kim: ippon kwartfinale: W van FRA Canu: yuko halve finale: W van JPN Osako: yuko finale: W van URS Shestakov: yusei-gachi |

### Moderne vijfkamp
| Olympiër        | Discipline      | Resultaat | Prestatie |
| --------------- | --------------- | --------- | --- |
| Helmut Spannagl | individueel (m) | 36e       | paardensport: 14de met 60 strafpunten schermen: 28ste met 33 overwinningen zwemmen: 41ste in 3.34,48 schietsport: 43ste met 188 punetn atletiek: 47ste in 14.20,82 totaal: 4833 punten |

### Paardensport
| Olympiër       | Discipline     | Resultaat      | Prestatie |
| Springconcours | Springconcours | Springconcours | Springconcours |
| -------------- | -------------- | -------------- | --- |
| Boris Boor     | individueel    | 35e            | kwalificatie: 31ste 1ste ronde: 33ste met 41,50 punten 2de ronde: 28ste met 45 punten totaal: 86,50 punten finale: 35ste 1ste ronde: 35ste met 24,75 strafpunten |
| Hugo Simon     | individueel    | DNF            | kwalificatie: 21ste 1ste ronde: 39ste met 34,50 punten 2de ronde: 9de met 66 punten totaal: 100,50 punten finale: niet gefinisht 1ste ronde: niet gefinisht      |

### Roeien
| Olympiër                          | Discipline      | Resultaat | Prestatie |
| --------------------------------- | --------------- | --------- | --- |
| Arnold Jonke                      | skiff (m)       | 14e       | serie 4: 3de in 7.30,45 herkansingen: 3de in 7.18,29                                                          |
| Harald Faderbauer Thomas Musyl    | dubbel-twee (m) | 17e       | serie 2: 6de in 7.17,11 herkansingen: 5de in 7.56,37                                                          |
| Hermann Bauer Karl Sinzinger, Jr. | twee-zonder (m) | 12e       | serie 3: 3de in 6.54,62 herkansingen: 2de in 6.58,96 halve finale 1: 5de in 7.02,66 finale B: 6de in 10.45,56 |

### Schermen
| Olympiër        | Discipline | Resultaat | Prestatie |
| --------------- | ---------- | --------- | --- |
| Axel Birnbaum   | degen (m)  | 48e       | 1ste ronde groep 11: 4de V van URS Tishko: 3-5 V van NZL Brill: 1-5 W van FIN Winter: 5-4 W van ARU Thomas: 5-2 W van HKG Keung: 5-4 2de ronde groep 5: 3de V van URS Shuvalov: 1-5 V van FRA Riboud: 1-5 W van CHN Du: 5-3 W van ESP de la Peña: 5-2 3de ronde groep 6: 6de V van FRG Schmitt: 0-5 V van KOR Lee: 1-5 V van HUN Székely: 2-5 V van SUI Poffet: 2-5 V van ARG di Tella: 4-5 |
| Johannes Nagele | degen (m)  | 24e       | 1ste ronde groep 13: 2de V van ITA Pantano: 2-5 W van CAN Dessureault: 5-4 W van GBR Kernohan: 5-2 W van KUW Jahrami: 5-2 W van BRN Faraj: 5-4 2de ronde groep 12: 4de V van USA Trevor: 2-5 V van BEL Joos: 3-5 V van COL Rivas: 0-5 W van POR Durão: 5-2 3de ronde groep 4: 4de V van URS Shuvalov: 2-5 V van ITA Pantano: 3-5 V van FRG Pusch: 0-5 G van HUN Pásztor: 5-5 W van SUI Kuhn: 5-4 4de ronde: V van GDR Kühnemund: 3-10 herkansingen: W van NED Kardolus: 10-7 herkansingen 2: V van FRG Schmitt: 2-10 |
| Arno Strohmeyer | degen (m)  | 11e       | 1ste ronde groep 9: 4de V van URS Reznichenko: 2-5 V van KOR Lee: 1-5 W van BEL Joos: 5-4 W van JOR Abuzamia: 5-4 2de ronde groep 2: 4de V van FRG Pusch: 1-5 V van NZL Brill: 4-5 W van CHN Ma: 5-4 W van ARG Turiace: 5-1 3de ronde groep 1: 3de V van SWE Bergström: 3-5 V van URS Tishko: 4-5 W van COL Rivas: 5-3 W van USA Trevor: 5-3 W van POL Siess: 5-4 4de ronde: W van ITA Mazzoni: 10-7 5de ronde: W van KOR Lee: 10-7 6de ronde: V van GDR Kühnemund: 7-10 herkansingen: V van NZL Brill: 7-10         |
| Anatol Richter  | floret (m) | 55e       | 1ste ronde groep 8: 5de V van FRA Omnès: 1-5 V van HUN Gátai: 0-5 V van ESP García: 4-5 V van JPN Kanatsu: 1-5 W van KUW Hussain: 5-2 |
| Joachim Wendt   | floret (m) | 11e       | 1ste ronde groep 6: 2de V van POL Zych: 5-4 W van CHN Liu: 5-2 W van HKG Ching: 5-0 V van AUS Davidson: 3-5 V van ARU Thomas: 2-5 2de ronde groep 3: 4de V van HUN Érsek: 3-5 V van ITA Numa: 3-5 W van FRG Schreck: 5-3 W van CHN Liu: 5-4 W van JPN Umezawa: 5-3 3de ronde groep 5: 3de V van URS Mamedov: 4-5 V van FRG Schreck: 4-5 W van CAN Giasson: 5-4 W van SWE Kajbjer: 5-1 4de ronde: V van URS Romankov: 2-10 herkansingen: W van CAN Giasson: 10-5 herkansingen 2: V van POL Zych: 1-10                 |

### Schietsport
| Olympiër            | Discipline                 | Resultaat | Prestatie                                                                     |
| ------------------- | -------------------------- | --------- | ----------------------------------------------------------------------------- |
| Albert Deuring      | 10m luchtgeweer (m)        | 34e       | kwalificatie: 34ste met 581 punten (95-100-95-99-96-96)                       |
| Hannes Gufler       | 10m luchtgeweer (m)        | 41e       | kwalificatie: 41ste met 577 punten (99-95-97-96-96-94)                        |
| Hannes Gufler       | 50m geweer 3 houdingen (m) | 37e       | kwalificatie: 38ste met 1155 punten (391-393-373)                             |
| Lothar Heinrich     | 50m geweer 3 houdingen (m) | 36e       | kwalificatie: 36ste met 1157 punten (392-388-375)                             |
| Albert Deuring      | 50m geweer liggend (m)     | 45e       | kwalificatie: 45ste met 589 punten (99-97-98-99-97-99)                        |
| Lothar Heinrich     | 50m geweer liggend (m)     | 15e       | kwalificatie: 15de met 595 punten (99-100-99-99-99-99)                        |
| Hans Hierzer        | 50m pistool (m)            | 32e       | kwalificatie: 32ste met 550 punten (94-92-89-95-92-88)                        |
| Horst Krasser       | 50m pistool (m)            | 38e       | kwalificatie: 38ste met 543 punten (89-93-91-91-86-93)                        |
| Hermann Sailer      | 25m snelvuurpistool (m)    | 29e       | kwalificatie: 29ste met 584 punten (292-292)                                  |
| Hans Hierzer        | 10m luchtpistool (m)       | 40e       | kwalificatie: 40ste met 565 punten (97-92-91-94-95-96)                        |
| Horst Krasser       | 10m luchtpistool (m)       | 34e       | kwalificatie: 34ste met 569 punten (96-99-93-95-93-93)                        |
|                     |                            |           |                                                                               |
| Sylvia Baldessarini | 10m luchtgeweer (v)        | 9e        | kwalificatie: 9de met 393 punten (99-98-100-96)                               |
| Barbara Troger      | 10m luchtgeweer (v)        | 33e       | kwalificatie: 33ste met 383 punten (92-95-98-98)                              |
| Sylvia Baldessarini | 50m geweer 3 houdingen (v) | 16e       | kwalificatie: 16de met 578 punten (197-191-190)                               |
| Dorothée Deuring    | 50m geweer 3 houdingen (v) | 20e       | kwalificatie: 20ste met 576 punten (198-194-184)                              |
| Christine Strahalm  | 25m pistool (v)            | 18e       | kwalificatie: 18de met 580 punten (289-281)                                   |
| Christine Strahalm  | 10m luchtpistool (v)       | 8e        | kwalificatie: 8ste met 379 punten (94-93-93-99) finale: 8ste met 472,6 punten |
|                     |                            |           |                                                                               |
| Josef Hahnenkamp    | skeet                      | 33e       | kwalificatie: 33ste met 143 punten                                            |

### Schoonspringen
| Olympiër       | Discipline   | Resultaat | Prestatie                                                      |
| -------------- | ------------ | --------- | -------------------------------------------------------------- |
| Erich Pils     | 3m plank (m) | 19e       | voorronde: 19de met 532,92 punten                              |
| Niki Stajković | 3m plank (m) | 9e        | voorronde: 9de met 579,63 punten finale: 9de met 570,60 punten |

### Tafeltennis
| Olympiër              | Discipline     | Resultaat | Prestatie |
| --------------------- | -------------- | --------- | --- |
| Yi Ding               | enkelspel (m)  | 9e        | groep C: 1ste W van HUN Harczi: 3-0 W van HKG Lo: 3-2 W van TPE Wu: 3-0 W van CHN Chen: 3-1 W van NGR Bankole: 3-0 W van IRQ Hussain: 3-0 W van MRI Choy: 3-0 2de ronde: V van HUN Klampár: 1-3 (6-21, 14-21, 21-16, 11-21) |
| Gottfried Bär Yi Ding | dubbelspel (m) | 17e       | groep B: 5de V van SWE Appelgren/Waldner: 1-2 V van KOR Kim/Kim: 0-2 W van DOM Alvarez/Fermin: 2-1 V van TPE Chih/Chih: 0-2 V van GBR Douglas/Andrew: 2-1 W van FRG Boehm/Rebel: 2-0 V van NZL Briffiths/Jackson: 0-2       |

### Tennis
| Olympiër                    | Discipline     | Resultaat | Prestatie |
| --------------------------- | -------------- | --------- | --- |
| Alex Antonitsch             | enkelspel (m)  | 33e       | 1ste ronde: V van SWE Edberg: 6-7(3), 2-6, 3-6                                                                          |
| Horst Skoff                 | enkelspel (m)  | 33e       | 1ste ronde: V van AUS Cahill: 2-6, 4-6, 7-6(2), 2-6                                                                     |
| Alex Antonitsch Horst Skoff | dubbelspel (m) | 9e        | 1ste ronde: W van COL González/Jordan: walk-over 2de ronde: V van ESP Casal/Sánchez: 4-6, 2-6, 1-6                      |
|                             |                |           | |
| Barbara Paulus              | enkelspel (v)  | 9e        | 1ste ronde: W van ARG Fulco: 7-6(5), 6-4 2de ronde: W van TCH Novotná: 6-4, 6-3 3de ronde: V van USA Garrison: 5-7, 2-6 |

### Wielersport
| Olympiër                                                    | Discipline               | Resultaat | Prestatie                                                   |
| Baan                                                        | Baan                     | Baan      | Baan                                                        |
| ----------------------------------------------------------- | ------------------------ | --------- | ----------------------------------------------------------- |
| Roland Königshofer                                          | puntenkoers (m)          | 12e       | halve finale 1: 5de met 5 punten finale: 12de met 11 punten |
| Roland Königshofer Hans Lienhart Kurt Schmied Franz Stocher | ploegenachtervolging (m) | 16e       | kwalificatie: 16de in 4.28,64                               |
| Weg                                                         |                          |           |                                                             |
| Dietmar Hauer                                               | wegwedstrijd (m)         | 41e       | 4:32.56                                                     |
| Hans Lienhart                                               | wegwedstrijd (m)         | 34e       | 4:32.56                                                     |
| Mario Traxl                                                 | wegwedstrijd (m)         | 22e       | 4:32.56                                                     |
| Dietmar Hauer Norbert Kostel Hans Lienhart Mario Traxl      | ploegentijdrit (m)       | 16e       | 2:06.14,5                                                   |

### Worstelen
| Olympiër            | Discipline  | Resultaat   | Prestatie |
| Vrije stijl         | Vrije stijl | Vrije stijl | Vrije stijl |
| ------------------- | ----------- | ----------- | --- |
| Josef-Georg Auer    | -57kg (m)   | 17e         | groep A: 9de V van PAK Azeem: 0-3 V van TUR Ak: 0-4 |
| Edwin Lins          | -90kg (m)   | 9e          | groep B: 5de W van GAM Sanneh: 4-0 V van URS Khadartsev: 1-3 W van MGL Düvchin: 3-1 V van BUL Alabakov: 0-4                                                           |
| Grieks-Romeins      |             |             | |
| Markus Pittner      | -68kg (m)   | 21e         | groep B: 11de V van ROU Cărare: 1-3 V van USA Seras: 0-4 |
| Franz Pitschmann    | -90kg (m)   | 6e          | groep A: 3de W van POL Malina: 4-0 W van BRA Filho: 3,5-0 V van BUL Komchev: 1-3 W van ISR Bernhtein: 3-0 V van SWE Gulldén: 1-3 5-6de plek: V van FRG Steinbach: 0-3 |
| Alexander Neumüller | -130kg (m)  | 9e          | groep A: 5de V van USA Koslowski: 1-3 W van TCH David: 4-0 V van URS Karelin: 0-4                                                                                     |

### Zeilen
| Olympiër                          | Discipline     | Resultaat | Prestatie                              |
| --------------------------------- | -------------- | --------- | -------------------------------------- |
| Thomas Wallner                    | divisie II (m) | 11e       | 91,0 punten: (17-16-DNF-10-7-11-1)     |
| Hans Spitzauer                    | finn (m)       | 15e       | 119,7 punten: (DSQ-13-DSQ-3-12-YMP-14) |
| Christian Binder Heimo Hecht      | 470 (m)        | 24e       | 151,0 punten: (15-19-18-16-17-DNF-DNF) |
|                                   |                |           |                                        |
| Christian Claus Norbert Petschel  | tornado klasse | 4e        | 46,0 punten: (2-11-8-5-4-2-4)          |
| Stephan Puxkandl Hubert Raudaschl | star klasse    | 13e       | 91,0 punten: (13-DNF-11-15-9-1-13)     |

### Zwemmen
| Olympiër                                                             | Discipline            | Resultaat | Prestatie                  |
| -------------------------------------------------------------------- | --------------------- | --------- | -------------------------- |
| Markus Opatril                                                       | 50m vrije slag (m)    | 36e       | serie 6: 7de in 24,32      |
| Alexander Pilhatsch                                                  | 50m vrije slag (m)    | 38e       | serie 6: 8ste in 24,42     |
| Markus Opatril                                                       | 100m vrije slag (m)   | 41e       | serie 5: 3de in 52,66      |
| Stefan Opatril                                                       | 100m vrije slag (m)   | DSQ       | serie 6: gediskwalificeerd |
| Alexander Placheta                                                   | 200m vrije slag (m)   | 41e       | serie 3: 2de in 1.56,11    |
| Thomas Böhm                                                          | 100m schoolslag (m)   | 29e       | serie 8: 7de in 1.04,96    |
| Thomas Böhm                                                          | 200m schoolslag (m)   | 34e       | serie 3: 4de in 2.24,15    |
| Michael Adam                                                         | 100m vlinderslag (m)  | DNS       | serie 4: niet gestart      |
| Reinhold Leitner                                                     | 100m vlinderslag (m)  | 29e       | serie 2: 1ste in 56,72     |
| Reinhold Leitner                                                     | 200m vlinderslag (m)  | 18e       | serie 5: 5de in 2.02,18    |
| Stefan Opatril Markus Opatril Alexander Placheta Alexander Pilhatsch | 4x100m vrije slag (m) | DSQ       | serie 3: gediskwalificeerd |
|                                                                      |                       |           |                            |
| Ruth Hochstatter                                                     | 200m rugslag (v)      | DNS       | serie 3: niet gestart      |

Afghanistan · Algerije · Amerikaanse Maagdeneilanden · Amerikaans-Samoa · Andorra · Angola · Antigua en Barbuda · Argentinië · Aruba · Australië · Bahama’s · Bahrein · Bangladesh · Barbados · België · Belize · Benin · Bermuda · Bhutan · Birma · Bolivia · Bondsrepubliek Duitsland · Botswana · Brazilië · Britse Maagdeneilanden · Brunei · Bulgarije · Burkina Faso · Canada · Centraal-Afrikaanse Republiek · Chili · China · Chinees Taipei · Colombia · Congo-Brazzaville · Cookeilanden · Costa Rica · Cyprus · Denemarken · Djibouti · Dominicaanse Republiek · Duitse Democratische Republiek · Ecuador · Egypte · El Salvador · Equatoriaal-Guinea · Fiji · Filipijnen · Finland · Frankrijk · Gabon · Gambia · Ghana · Grenada · Griekenland · Groot-Brittannië · Guam · Guatemala · Guinee · Guyana · Haïti · Honduras · Hongarije · Hongkong · Ierland · IJsland · India · Indonesië · Irak · Iran · Israël · Italië · Ivoorkust · Jamaica · Japan · Joegoslavië · Jordanië · Kaaimaneilanden · Kameroen · Kenia · Koeweit · Laos · Lesotho · Libanon · Liberia · Libië · Liechtenstein · Luxemburg · Malawi · Malediven · Maleisië · Mali · Malta · Marokko · Mauritanië · Mauritius · Mexico · Monaco · Mongolië · Mozambique · Nederland · Nederlandse Antillen · Nepal · Nieuw-Zeeland · Niger · Nigeria · Noord-Jemen · Noorwegen · Oeganda · Oman · Oostenrijk · Pakistan · Panama · Papoea-Nieuw-Guinea · Paraguay · Peru · Polen · Portugal · Puerto Rico · Qatar · Roemenië · Rwanda · Saint Vincent en de Grenadines · Salomonseilanden · Samoa · San Marino · Saoedi-Arabië · Senegal · Sierra Leone · Singapore · Soedan · Somalië · Sovjet-Unie · Spanje · Sri Lanka · Suriname · Swaziland · Syrië · Tanzania · Thailand · Togo · Tonga · Trinidad en Tobago · Tsjaad · Tsjecho-Slowakije · Tunesië · Turkije · Uruguay · Vanuatu · Venezuela · Verenigde Arabische Emiraten · Verenigde Staten · Vietnam · Zaïre · Zambia · Zimbabwe · Zuid-Jemen · Zuid-Korea · Zweden · Zwitserland